# Molluginaceae
Molluginaceae je čeleď vyšších dvouděložných rostlin z řádu hvozdíkotvaré (Caryophyllales). Jsou to mírně sukulentní málo nápadné byliny, rozšířené na všech kontinentech. Dva druhy rostou i v jižní Evropě.

## Charakteristika
Molluginaceae jsou mírně sukulentní, často jednoleté byliny, výjimečně keře nebo polokeře se střídavými, vstřícnými nebo zdánlivě přeslenitými jednoduchými listy s celokrajnou celistvou čepelí, s opadavými palisty nebo bez palistů.
Květy jsou drobné, pravidelné, jednotlivé nebo ve vrcholících. Kalich je z 5 volných lístků, výjimečně je 4-četný (Polpoda) nebo s lístky na bázi srostlými (Coelanthum). Koruna je pětičetná, často redukovaná nebo zcela chybí, korunní lístky jsou volné. Tyčinek je nejčastěji 5 až 10. Semeník je svrchní, srostlý nejčastěji ze 2 až 5 plodolistů a se stejným počtem komůrek nebo monomerický, tvořený jediným plodolistem. Plodem je tobolka.

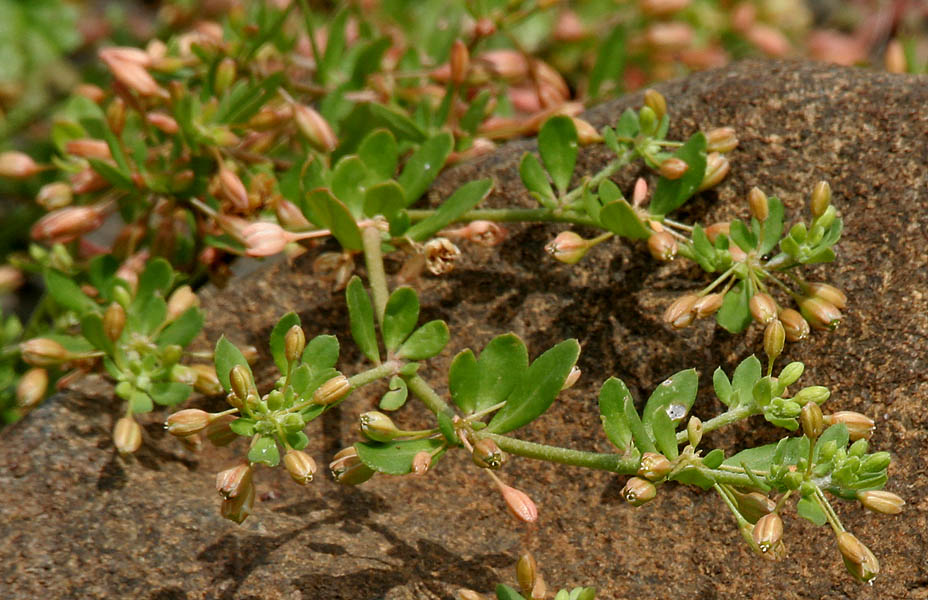
Glinus oppositifolius
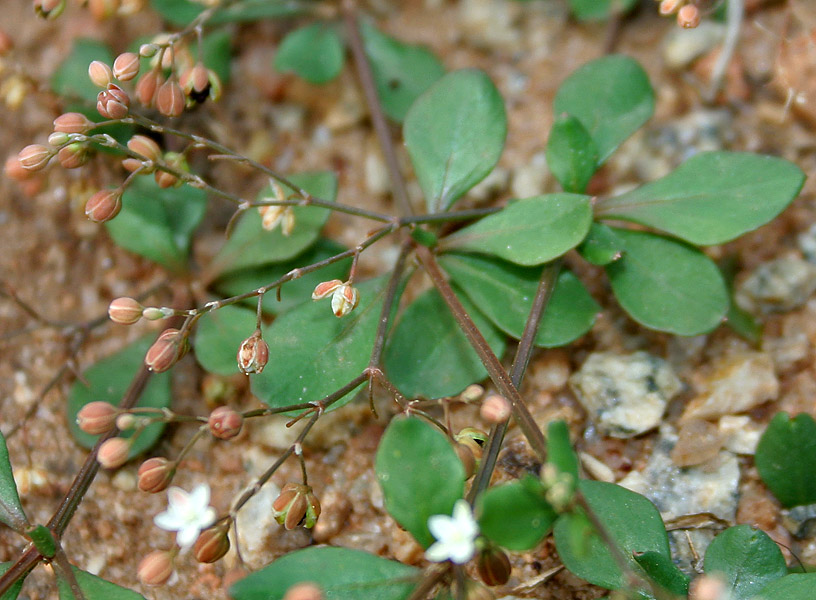
Mollugo nudicaulis

## Rozšíření
Čeleď Molluginaceae zahrnuje v dnešním pojetí asi 87 druhů v 9 rodech. Největší rody jsou Mollugo (35 druhů) a Pharnaceum (20 druhů). Je zastoupena na všech kontinentech. Nejvíce druhů se vyskytuje v jižní Africe.
V Evropě se vyskytují pouze 2 druhy této čeledi: Glinus lotoides a Mollugo cerviana. Rostou v teplých oblastech jižní Evropy a k nám nezasahují. V některých oblastech jižní Evropy je zavlečen druh Mollugo verticillata, pocházející z tropické Ameriky.

## Taxonomie
V klasických systémech byla čeleď Molluginaceae vesměs zastoupena a byla řazena stejně jako dnes po řádu hvozdíkotvaré (Caryophyllales). Podle kladogramů APG tvoří čeleď Molluginaceae bazální větev monofyletické skupiny řádu hvozdíkotvaré, zahrnující čeledi kaktusovité (Cactaceae), šruchovité (Portulacaceae) baselkovité (Basellaceae), zdrojovkovité (Montiaceae) aj.
Některé rody byly na základě molekulárních studií přeřazeny do jiných čeledí. Rody drobnokvět (Corrigiola) a Telephium tvoří dnes bazální větev čeledi hvozdíkovité (Caryophyllaceae) jako podčeleď Corrigioleae. Rod Corbichonia byl přeřazen do čeledi Lophiocarpaceae a rod Limeum do Limeaceae.

## Zástupci
- glinus (Glinus)[5]

## Přehled rodů
Adenogramma, Coelanthum, Glinus, Glischrothamnus, Hypertelis, Mollugo, Pharnaceum (včetně rodu Suessenguthiella), Polpoda, Psammotropha